# Осада Вильянди (1223)
Осада Вильянди (1223) — одно из значимых событий войны эстов за независимость. Город, в котором был расположен русский гарнизон, был взят крестоносцами, несмотря на присутствие в регионе мощного вспомогательного новгородско-владимирского войска.

## История
Эсты после общего восстания в январе 1223 года пригласили на помощь новгородцев и разместили их в Вильянди и Юрьеве, поделив с ними захваченное имущество крестоносцев. После победы над эстами при Имере крестоносцы собрали 8-тысячное войско и осадили Вильянди.

Между тем старейшины из Саккалы посланы были в Руссию с деньгами и многими дарами попытаться, не удастся ли призвать королей русских на помощь против тевтонов и всех латинян. И послал король суздальский (Susdalia) своего брата, а с ним много войска в помощь новгородцам; и шли с ним новгородцы и король псковский (Рlescekowe) со своими горожанами, а было всего в войске около двадцати тысяч человек.

При осаде Вильянди обеими сторонами использовались осадные машины (осаждёнными — захваченные ранее у рыцарей). Из-за жары в городе началась эпидемия, что усложнило положение осаждённых. Крестоносцам удалось поджечь и затем взять город.

Что касается русских, бывших в замке, пришедших на помощь вероотступникам, то их после взятия замка всех повесили перед замком на страх другим русским.

Ярослав Всеволодович новгородский прошёл через Юрьев, оставил гарнизон в Медвежьей Голове и двинулся в Ливонию. Узнав о падении Вильянди, Ярослав развернул войско, разорил Сакалу, после чего безуспешно 4 недели осаждал датский Ревель.
Вскоре после событий крестоносцы 5 дней безуспешно осаждали Юрьев. Его им удалось взять только в следующем, 1224 году после нового сбора сил.